# Cybalomia
Cybalomia là một chi bướm đêm thuộc họ Crambidae.

## Hình ảnh

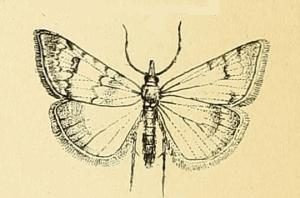